# 貝拉瓜斯省
貝拉瓜斯省（西班牙語：Provincia de Veraguas）是巴拿馬的一個省，位於該國中西部，小部分土地在阿蘇埃羅半島上。是該國唯一同時面向大西洋和太平洋的省份。面積10,630平方公里，2010年估計人口226,991人。首府為圣地亚哥-德贝拉瓜斯。
下分12縣、95市。